# Найдус, Лейб
Лейб На́йдус (идиш לייב נײַדוס‎; 6 ноября 1890, Гродно — 23 декабря 1918, Гродно) — еврейский поэт. Писал на идише.

## Биография
Из образованной еврейской семьи Исаака Лейбовича и Рахили Найдус. Детство провёл на хуторе Кустин в имении отца. Окончив в Гродно начальную школу, в 1891 году поехал учиться в коммерческое училище в Радоме. Оттуда перевёлся в Белостокское реальное училище. В 1905 году его исключили за участие в революционном движении и за социалистические взгляды. После Лейб учился в Каунасском училище, откуда его по той же причине исключили в 1907 году. В 1908—1911 годах учился в Виленской средней реальной школе.
Первое своё стихотворение на русском языке опубликовал в журнале «Полевое панно»; на идише — в 1907 году в варшавской газете Roman Cajtung. Писал также на белорусском и польском языках.
В 1915 году вышел его первый сборник «Лирика». Переводил с французского и русского языков на идиш произведения Бодлера, Верлена, Ростана, Мюссе, Гейне, Гёте, Мэри Шелли, Пушкина и Лермонтова.
Умер от дифтерии, которой заразился в переполненном поезде, возвращаясь домой с выступлений. Похоронен на новом еврейском кладбище. В 1960-х советские власти Гродно снесли кладбище, уничтожив захоронения, в том числе и могилу Найдуса с памятником в виде ангела.

## Память
В 1920-х годах в Варшаве были созданы Комитет и Фонд поэта. Их усилиями в Гродно именем Найдуса названы улица и еврейское культурно-просветительское общество Гродно.
В 1927—1928 годах в Варшаве изданы пять томов поэтических произведений Найдуса: «Книга стихов», «Лирика», «Литовские арабески», «Мир Парнаса» и «Российская поэзия».
В 1938 году в сборнике Lider были опубликованы стихи для детей. В 1958 году в Буэнос-Айресе вышли избранные произведения. На белорусский язык стихи поэта переводили Максим Танк, Анатолий Брусевич, Алла Петрушкевич и Павел Соловьёв. Критика подчёркивала новаторство Найдуса, особенно в области ритмики и сюжетов. По отзыву Я. Глатштейна, «поэтическая дикция» стихов на идиш «до него была в пелёнках». Высоко оценивал поэзию Найдуса Ш. Нигер.
В 2021 году в Гродно издана трехъязычная книга «„Я сердцем солнца пью нектар“. Лейб Найдус. К 130-летию со дня рождения гродненского поэта» — на русском, белорусском и польском языках — авторства гродненцев Марины Шепелевич и Бениамина Ерузалима. Основу книги составили впервые опубликованные воспоминания племянницы поэта Елены Найдус о нём самом и о жизни небольшой провинции недалеко от Гродно, где он родился и вырос. Она же автор переводов стихотворений Найдуса на польский язык. В книгу включены также переводы стихотворений на белорусский, русский и украинский языки, авторские статьи и фотографии.